# If I Was
If I Was is een nummer van de Britse muzikant Midge Ure. Het is de eerste single van zijn eerste soloalbum The Gift uit 1985. Het nummer werd op 2 september van dat jaar op single uitgebracht.
Level 42-bassist Mark King speelt mee op het nummer. If I Was werd een grote hit op de Britse eilanden, in Canada, Nieuw-Zeeland en het Duitse en Nederlandse taalgebied. In thuisland het Verenigd Koninkrijk bereikte de plaat de nummer 1-positie in de UK Singles Chart, evenals in Ierland. In Duitsland werd de 2e positie bereikt, in Canada de 13e positie en in Nieuw-Zeeland de 8e.
In Nederland werd de plaat destijds veel gedraaid op Hilversum 3 en werd een radiohit. De plaat bereikte de 12e positie in zowel de Nederlandse Top 40 als de Nationale Hitparade. In de allerlaatste, op 21 november 1985 uitgezonden TROS Top 50, werd de 18e positie bereikt. In de Europese hitlijst op Hilversum 3, de TROS Europarade, werd de 10e positie bereikt. 
In België bereikte de plaat de 9e positie in zowel de Vlaamse Ultratop 50 als de Vlaamse Radio 2 Top 30.